# 1327
| [ Edytuj tabelę ]                          |                                                                           |
| Król Polski                                | - 1320 Władysław I Łokietek 1333                                          |
| Król Albanii                               | - 1301 Filip I 1332                                                       |
| Współksiążęta Andory                       | - 1326 Arnau de Llordà 1341 - 1315 Gaston II 1343                         |
| Król Angkoru                               | - 1307 Idradżajawarman 1327 - 1327 Dżajawarman IX 1336                    |
| Król Anglii                                | - 1307 Edward II 1327 - 1327 Edward III 1377                              |
| Król Aragonii i Walencji, hrabia Barcelony | - 1291 Jakub II Sprawiedliwy 1327 - 1327 Alfons IV Łagodny 1336           |
| Władca Azteków                             | - 1325 Tenoch 1376                                                        |
| Margrabia Brandenburgii                    | - 1320 Ludwik 1351                                                        |
| Książę Burgundii                           | - 1315 Eudes IV 1349                                                      |
| Książę Dolnej Bawarii                      | - 1309 Otto IV 1334 - 1309 Henryk XIV Bawarski 1339 - 1312 Henryk XV 1333 |
| Książę Górnej Bawarii                      | - 1294 Ludwik III 1340                                                    |
| Cesarz Bizancjum                           | - 1282 Andronik II Paleolog 1328                                          |
| Car Bułgarii                               | - 1323 Michał III Szyszman 1330                                           |
| Cesarz Chin                                | - 1323 Jinzong 1328                                                       |
| Król Cypru                                 | - 1324 Hugo IV 1359                                                       |
| Król Czech                                 | - 1310 Jan Luksemburski 1346                                              |
| Król Danii                                 | - 1326 Waldemar III 1329                                                  |
| Władca Egiptu                              | - 1310 An-Nasir Muhammad 1341                                             |
| Cesarz Etiopii                             | - 1314 Amde Tsyjon I 1344                                                 |
| Król Francji                               | - 1322 Karol IV 1328                                                      |
| Król Gruzji                                | - 1314 Jerzy V Wspaniały 1346                                             |
| Hrabia Holandii                            | - 1304 Wilhelm III 1337                                                   |
| Cesarz Japonii                             | - 1318 Go-Daigo 1339                                                      |
| Kalif                                      | - 1302 Al-Mustakfi I 1340                                                 |
| Król Kastylii i Leónu                      | - 1312 Alfons XI 1350                                                     |
| Patriarcha Konstantynopola                 | - 1323 Izajasz 1334                                                       |
| Władca Korei                               | - 1313 Ch’ungsuk 1330                                                     |
| Wielki książę litewski                     | - 1316 Giedymin 1341                                                      |
| Cesarz Majapahitu                          | - 1309 Dżajanegara 1328                                                   |
| Sułtan Maroka                              | - 1310 Abu Said Usman II 1331                                             |
| Książę Mediolanu                           | - 1322 Galeazzo I 1327                                                    |
| Książę Moskwy                              | - 1325 Iwan I Kalita 1328                                                 |
| Król Nawarry                               | - 1322 Karol I 1328                                                       |
| Król Norwegii                              | - 1319 Magnus Eriksson 1355                                               |
| Hrabia Palatynatu                          | - 1317 Adolf Wittelsbach 1327 - 1327 Rudolf II Wittelsbach 1353           |
| Papież                                     | - 1316 Jan XXII 1334                                                      |
| Król Portugalii                            | - 1325 Alfons IV 1357                                                     |
| Książę Rusi halickiej                      | - 1323 Jerzy II 1340                                                      |
| Cesarz Rzymski (niemiecki)                 | - 1314 Ludwik IV Bawarski 1347                                            |
| Książę Saksonii                            | - 1298 Rudolf I 1356                                                      |
| Król Serbii                                | - 1321 Stefan Urosz III 1331                                              |
| Król Szkocji                               | - 1306 Robert I 1329                                                      |
| Król Szwecji                               | - 1319 Magnus Eriksson 1363                                               |
| Sułtan Turków                              | - 1324 Orchan 1360                                                        |
| Doża Wenecji                               | - 1312 Giovanni Soranzo 1328                                              |
| Król Węgier                                | - 1308 Karol Robert 1342                                                  |
| Wielki mistrz zakonu krzyżackiego          | - 1324 Werner von Orseln 1330                                             |

Rok 1327 / MCCCXXVII
stulecia: XIII wiek ~
XIV wiek ~
XV wiek

lata: 1317 «
1322 «
1323 «
1324 «
1325 «
1326 «
1327
» 1328
» 1329
» 1330
» 1331
» 1332
» 1337

## Wydarzenia w Polsce
- W lutym zgłaszający pretensje do polskiego tronu po wymarłych Przemyślidach król Czech Jan Luksemburczyk ruszył na Kraków. Musiał się wycofać z powodu zagrożenia węgierskiego. Idąc przez Śląsk, przyjął hołd lenny od znacznej części piastowskich książąt śląskich, co w konsekwencji spowodowało utratę Śląska przez Polskę na rzecz Korony czeskiej.
- 18 lutego – książę cieszyński Kazimierz I złożył hołd lenny królowi czeskiemu Janowi Luksemburskiemu.
- Wojska polskie, rozpoczynając wojnę z Brandenburgią, najechały na sprzymierzone z Zakonem Mazowsze płockie. Zdobyto Płock i oblężono Gostynin. Jednocześnie na księstwo Siemowita najechali Litwini. W odwecie Krzyżacy i wojska księcia płockiego zaatakowali Kujawy, który to atak odparł Władysław Łokietek. W sierpniu zawarto rozejm.
- Biała, Górzno, Rybnik otrzymały prawa miejskie.

## Wydarzenia na świecie
- 1 lutego – Edward III został koronowany na króla Anglii.
- 6 kwietnia – włoski poeta Francesco Petrarca miał jakoby w kościele w Awinion po raz pierwszy ujrzeć Laurę, której poświęcił później 366 utworów poetyckich.
- Toczyła się akcja powieści Umberta Eco pt. Imię róży.

## Urodzili się
- Grzegorz XII, papież w latach 1406-1415 (zm. 1417)

## Zmarli
- 18 stycznia – Nicefor Chumnos, filozof, retor i teolog bizantyjski (ur. ok. 1250)
- 5 lutego – Sawyun, założyciel królestwa Sikongu (ur. ok. 1299)[1]
- 19 marca – Anna Habsburżanka, żona Henryka Dobrego (ur. przed 1280)
- 21 września – Edward II, król Anglii (ur. 1284)[2]
- 3 listopada – Jakub II Sprawiedliwy, król Walencji i Aragonii (ur. 1267)[3]